# Operazione United Shield
Operazione United Shield era il nome in codice di un'operazione militare condotta da una forza multinazionale nel 1995, nell'ambito dei più vasti eventi della guerra civile somala: a seguito del peggioramento delle condizioni generali, l'ONU decise l'evacuazione dalla Somalia dei circa 8.000 Caschi Blu che vi si trovavano e del relativo materiale operativo e logistico, nell'ambito della missiine UNOSOM II.

## Storia

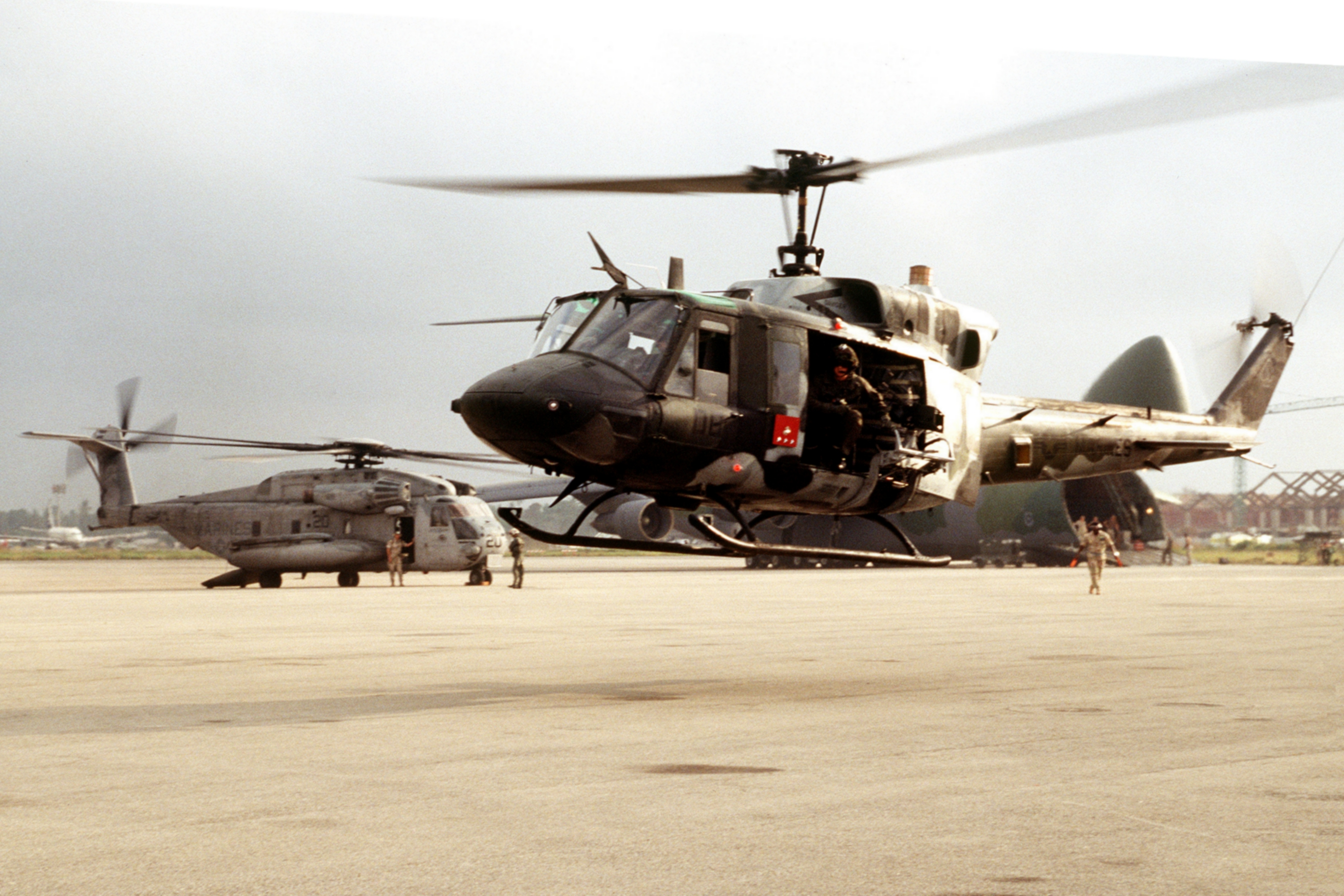
Elicottero dei marines statunitensi nel febbraio 1995 durante l'operazione

L'operazione di evacuazione del personale, affidata al generale statunitense dei Marines Anthony Zinni, prese il nome di United Shield ("Scudo Unito") e si svolse tra il 9 gennaio e il 7 marzo 1995.
Le truppe rimaste da evacuare erano costituite da egiziani, pakistani e del Bangladesh, dato che i soldati indiani, malesi, e zimbabwesi avevano abbandonato la missione dalla fine del 1994. Usa, Italia, Belgio e Francia avevano già lasciato nel marzo 1994.
Il 10 gennaio 1995 il Comando centrale degli Stati Uniti anunciò che 4.000 persone (tra cui 2.600 marines statunitensi) sarebbero state schierate in Somalia per assistere l'operazione United Shield.
Per coprire le operazioni di ritiro fu impiegata una coalizione aeronavale, dispiegata nell'Oceano Indiano, composta da unità navali americane, italiane e pakistane.
In 73 ore dall'inizio dello sbarco anfibio il 3 marzo, oltre 6.200 militari e un centinaio di veicoli da combattimento erano stati ritirati senza alcuna perdita di vite umane tra le forze della coalizione.

### La partecipazione italiana
L'Italia inviò 5 unità navali, 21 velivoli tra ala fissa ed ala rotante, e 2 106 uomini, con il 26º Gruppo Navale, al comando del contrammiraglio Elio Bolongaro, composto dalle LPD San Giorgio e San Marco, dal rifornitore Stromboli, della fregata Libeccio come scorta (con 2 elicotteri AB-212 ASW) e dalla portaerei leggera Garibaldi dal cui ponte di volo operarono 5 caccia tra AV-8B e AV-8B+, 2 SH-3D, 4 AB-212 NLA e 4 A-129 Mangusta dell'Aviazione dell'Esercito. Agli equipaggi delle unità navali si aggiungevano 198 tra paracadutisti e cavalleggeri dell'esercito, 320 marò del battaglione San Marco e 30 incursori del GOI del COMSUBIN.